# Tratado de Elbing
El Tratado de Elbing lo firmaron la República holandesa y el Imperio sueco el 1 de septiembrejul./ 11 de septiembre de 1656greg. en la ciudad de Elbing, por entonces en poder de Suecia, durante la segunda guerra nórdica. Protegió los intereses holandeses en el mar Báltico, puso fin a la intervención holandesa contra el asedio sueco de Danzig y renovó la frágil paz existente entre las naciones firmantes. Las Provincias Unidas exigieron ciertas aclaraciones sobre el texto acordado que se hicieron luego en la Convención de Helsingör del 9 de diciembre de 1659. Ese mismo año de 1659, Inglaterra, Francia y las Provincias Unidas habían acordado en el Concierto de La Haya incluir el tratado en su plan común para poner fin a la segunda guerra nórdica.

## Antecedentes

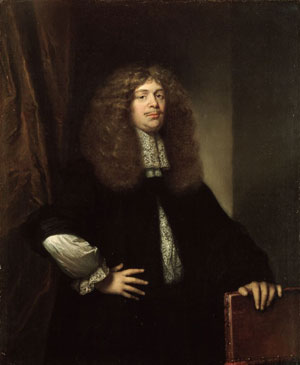
Coenraad van Beuningen

Carlos X Gustavo de Suecia trató de hacer de Prusia Real, parte de la República de las Dos Naciones, un dominio sueco en la segunda guerra nórdica y efectivamente conquistó la mayor parte del territorio en la campaña de diciembre de 1655. La República holandesa dependía intensamente de las importaciones de grano del Báltico, gran parte del cual lo adquiría en la principal ciudad de la Prusia Real, Danzig. Los principales políticos holandeses del momento, Johan de Witt y Coenraad van Beuningen, entendieron que el sitio sueco a la ciudad, que comenzó en enero de 1656, suponía una amenaza al comercio holandés en la región; temían además que una Suecia fortalecida por las nuevas conquistas que había realizado se coligase con su rival en el mar, Inglaterra.
Van Beuningen residía por entonces en Copenhague, en la corte del rival de Suecia y aliado holandés Federico III de Dinamarca, y propuso declarar la guerra a Suecia. De Witt prefería una actitud más moderada, temiendo que la declaración de guerra holandesa precipitase las de Inglaterra y Francia. Así pues abogó por despachar una flota de socorro a Danzig, proyecto que los Estados Generales de los Países Bajos aceptaron en julio merced a los esfuerzos de los representantes de Holanda en La Haya.
Cuarenta y dos navíos holandeses y nueve daneses arribaron a Danzig a finales de julio, con diez mil soldados y dos mil cañones. El ejército desembarcó y la defensa de Danzig quedó encomendada a un militar holandés. Christer Bonde, el embajador de Suecia en Londres, alertó de la situación al  Lord Protector, Oliver Cromwell, que escribió a Suecia y a las Provincias Unidas exhortándolas a mantener la paz.

## Disposiciones

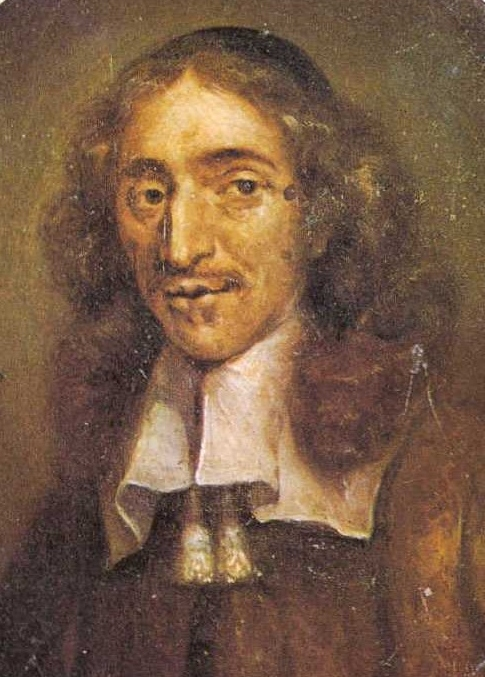
Johan de Witt

El tratado se firmó el 11 de septiembre de 1656 (1 de septiembre del calendario juliano entonces en vigor en la región báltica). Confirmó la validez de dos acuerdos comerciales sueco-neerlandeses que databan de 1640 y 1645. Suecia garantizó acceso libre a Danzig a los mercaderes holandeses, así como libertad de navegación y comercio en el mar Báltico. No aumentarían los peajes portuarios que se pagaban en las ciudades comerciales como Danzig o Pillau. Suecia se comprometió asimismo a respetar la neutralidad de Danzig en el conflicto con Polonia-Lituania y concedió a las Provincias Unidas el estado de nación más favorecida. Los dos países firmantes confirmaron además oficialmente la amistad entre las dos naciones.

## Aplicación
Varias ciudades holandesas y Dinamarca se opusieron al pacto. Van Beuningen encabezó la oposición neerlandesa; se negó a ratificarlo y abogó por combatir a Suecia en coalición con Dinamarca, mientras que De Witt defendió el tratado y su estrategia de colaborar con Dinamarca sin dejar por ello de ser conciliador con Suecia al mismo tiempo. De Witt propuso aclarar ciertas partes del tratado para evitar su rechazo, plan que aceptaron los Estados Generales.

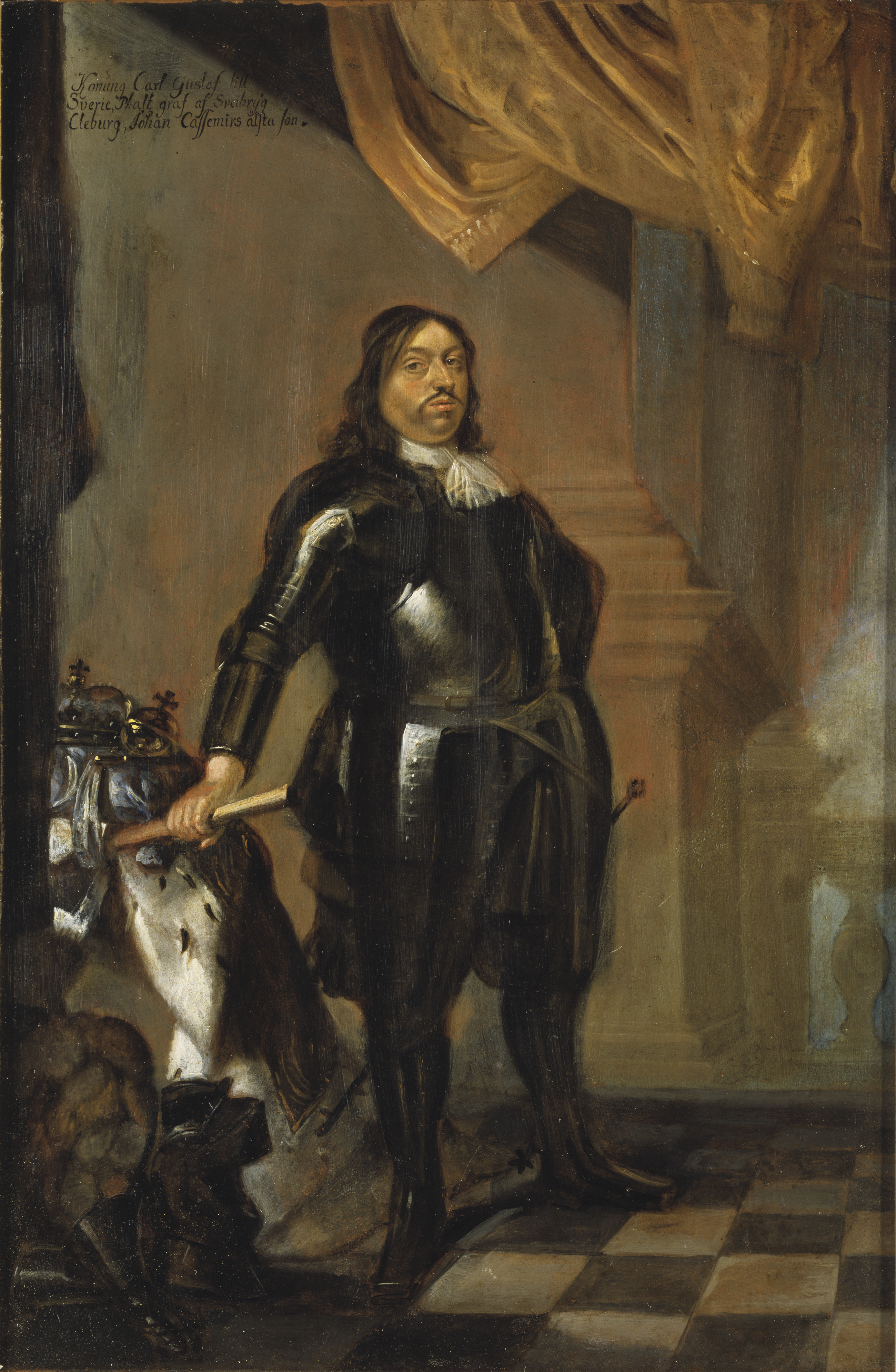
Carlos X Gustavo de Suecia

Federico III de Dinamarca declaró la guerra a Suecia en 1657, pero esta rechazó la invasión danesa y Carlos X Gustavo se apoderó de todo el reino enemigo a excepción de Copenhague. Con el consentimiento de De Witt, que pensaba que el equilibrio de daneses y suecos favorecía a los intereses holandeses, y pese a la protesta de parte de los poderosos de las Provincias Unidas, se despacharon tropas para socorrer Copenhague, sometida al cerco sueco.
De Witt sabía que la intervención en favor de Dinamarca podía provocar a Inglaterra, que además por entonces estaba coligada con Francia. Por consiguiente, se dio instrucciones al contingente neerlandés para evitar todo choque con la Armada inglesa al tiempo que De Witt entablaba negociaciones con ingleses y franceses para acordar una posición común de las tres naciones respecto de la segunda guerra nórdica. Los tres países alcanzaron un acuerdo en La Haya que redactó el enviado inglés Downing y que incluyó lo dispuesto en el Tratado de Elbing y sus posteriores ajustes. Sin embargo, el pacto quedó amenazado cuando Richard Cromwell abandonó el poder, puesto que el nuevo Gobierno inglés ordenó a Downing que eliminase las referencias a Elbing, si bien luego, en mayo de 1659, aprobó el borrador original. El acuerdo tripartito se ratificó el 21 de mayo y se denominó Concierto de La Haya.
Suecia y las Provincias Unidas pactaron las aclaraciones al tratado exigidas por estas el 9 de diciembre de 1659, que se aceptaron formalmente por las dos partes en la posterior Convención de Elsinor.